# Suzuki Splash
De Suzuki Splash was een stadswagen die geïntroduceerd is in het jaar 2008. Hij werd, net als zijn voorganger, de Suzuki Wagon R+, ontwikkeld in samenwerking met de Duitse autofabrikant Opel, die hun versie Agila noemde. De Suzuki Splash debuteerde op het Salon van Frankfurt, maar er was eerder al een concept-car, die al op het Salon van Parijs te zien was. De Splash is een duidelijk afgeleide van de Suzuki Swift, waar deze ook de wielbasis mee deelt.
Hij werd ingevoerd op de Japanse markt op 20 oktober 2008, en werd verkocht als de Splash 1.2 voor ¥ 1.239.000. Maruti Suzuki lanceerde de Splash in India, de grootste afzetmarkt voor Suzuki. In 2015 stopten Suzuki en Opel met de productie van het duo. De Splash werd opgevolgd door de Suzuki Celerio. 

## Fotogalerij

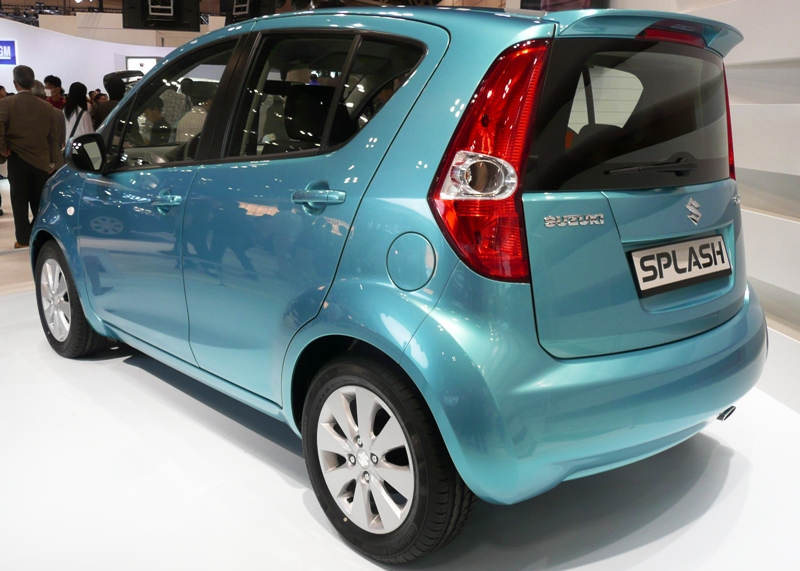
Rear
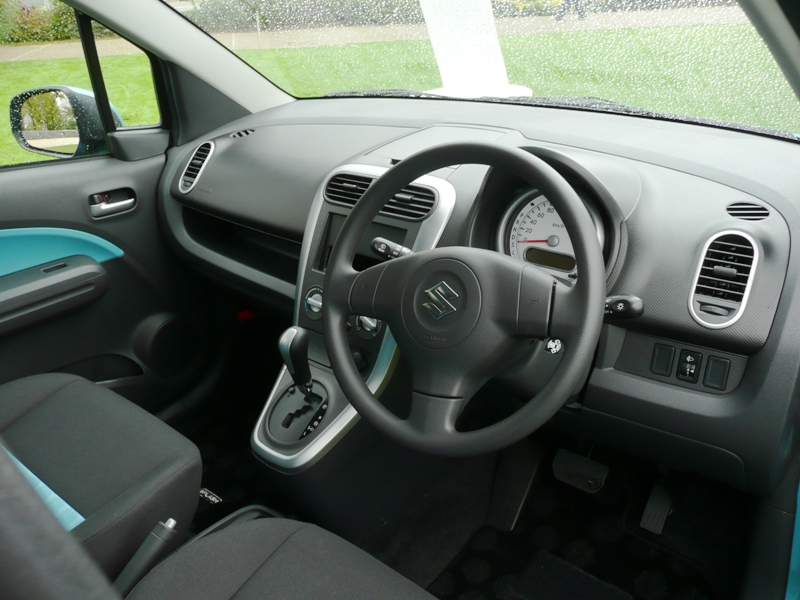
Interior
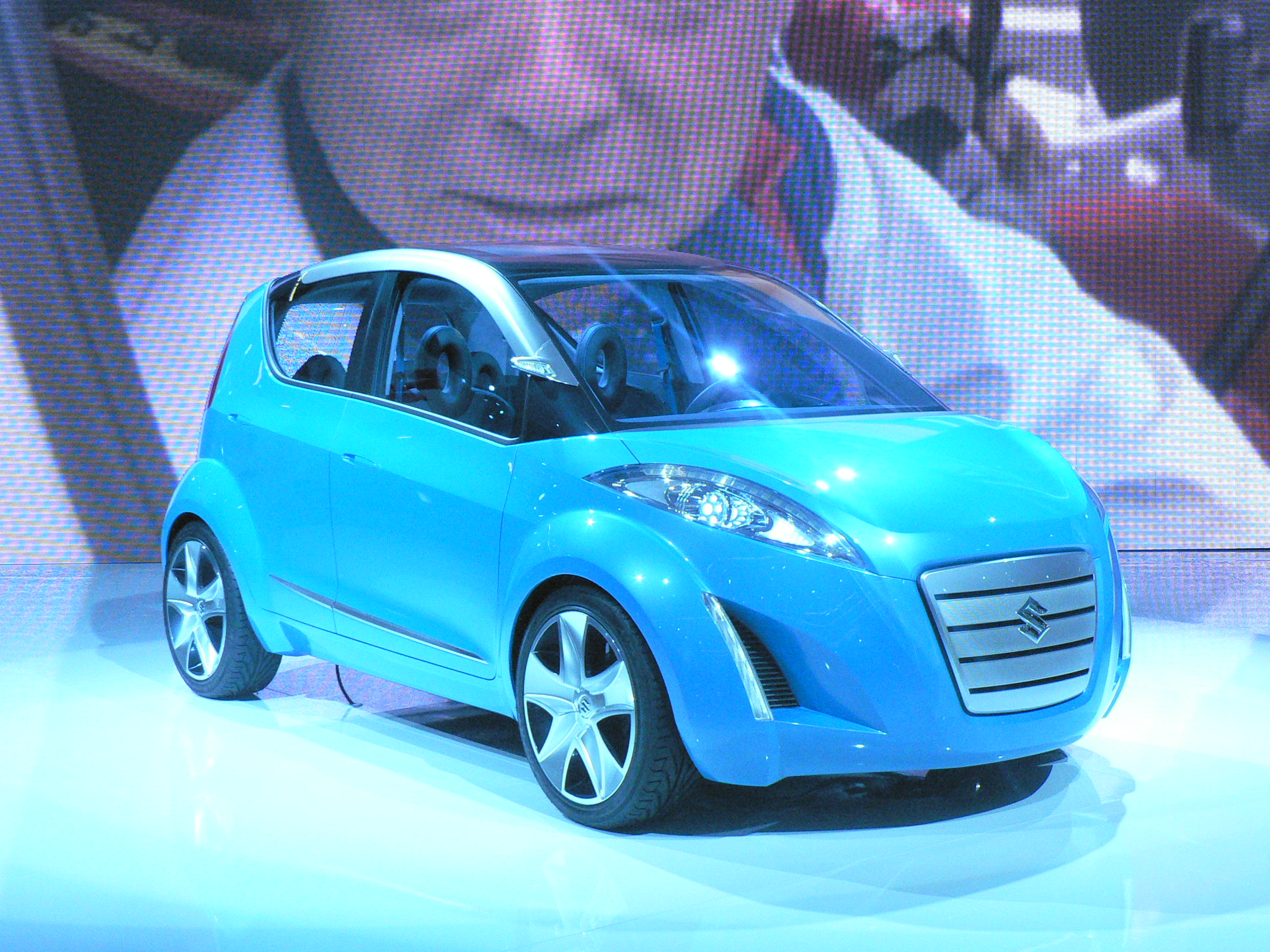
Concept

Huidige modellen Europa:
Across ·
Ignis ·
Jimny ·
S-Cross ·
Swace ·
Swift · 
Vitara

Huidige modellen internationaal:
Alto Lapin · 
APV ·
Baleno ·
Carry · 
Celerio · 
Equator · 
Ertiga · 
Every ·
S-Presso ·
Landy ·
MR Wagon · 
Palette · 
Solio · 
Wagon R

Uit productie:
Cappuccino · 
Cara ·
Cervo · 
Forenza ·
Fronte · 
Grand Vitara · 
Grand Vitara XL-7 · 
Kei · 
Kizashi · 
Liana · 
LJ · 
Mighty Boy · 
Reno ·
SJ/Samurai · 
Splash ·
Suzulight · 
Twin · 
Verona ·
X-90 · 
XL7 · 
Wagon R+

Concept cars:
A-Star · 
Concept-S · 
Ionis ·
Concept Kizashi · 
Concept Kizashi 2 · 
Concept Kizashi 3 · 
Kizashi Apex Turbo ·
Kizashi EcoCharge ·
LC · 
Makai · 
Mom's Personal Wagon ·
Pixy en SCC · 
P.X · 
Q · 
RIII · 
Regina · 
S-Cross ·
Splash · 
Swift S · 
Swift PHEV ·
SXForce ·
X-Head · 
XA Alpha